# الدورادو (ماتو گروسو دو سول)
الدورادو (به پرتغالی: Eldorado) یک منطقهٔ مسکونی در برزیل است که در ماتوگروسو جنوبی واقع شده‌است. الدورادو ۱٬۰۱۸ کیلومتر مربع مساحت و ۱۲٬۴۰۰ نفر جمعیت دارد.